# Kamenice (Smidary)
Kamenice je zaniklá vesnice, která se nalézala v okolí obce Chotělice.

## Historie
O vesnici se dochovaly písemné zprávy z roku 1388, kdy byla ve vlastnictví Markvarta z Kamenice, a roku 1433, kdy pustou vesnici držela pravděpodobně jeho dcera Jitka z Kamenice. Vesnice zanikla pravděpodobně během husitských válek. V polovině 17. století se po ní udrželo pouze pomístní jméno Na Kamenici.